# Zurab Chizaniszwili
Zurab Chizaniszwili (gruz. ზურაბ ხიზანიშვილი, ur. 6 października 1981 w Tbilisi) – gruziński piłkarz grający na pozycji środkowego obrońcy.

## Kariera klubowa
Chizaniszwili jest wychowankiem Dinama Tbilisi, wywodzącego się z jego rodzinnego miasta. W 1998 roku w wieku 17 lat zadebiutował w jego barwach w pierwszej lidze gruzińskiej. Rozegrał tylko 2 mecze, strzelił 1 gola i został mistrzem Gruzji. W 1999 roku przeszedł do lokalnego rywala, FC Tbilisi. Grał tam tylko przez pół roku, a następnie został zawodnikiem innego klubu ze stolicy kraju, Lokomotiwu. W 2000 roku zdobył z tym klubem Puchar Gruzji, jednak w trakcie sezonu rozwiązano z nim kontrakt.
W marcu 2001 Zurab pomyślnie przeszedł testy w szkockim Dundee F.C. i niedługo potem podpisał kontrakt z tym klubem. W Dundee zaczął grać w pierwszym składzie, chociaż część sezonu 2001/2002 opuścił z powodu kontuzji. Jego postawa w Dundee zadecydowała o transferze do Rangers F.C. w 2003 roku, do którego Gruzin przeszedł na zasadzie wolnego transferu. W 2004 roku wywalczył z Rangersami wicemistrzostwo Szkocji, a w 2005 - mistrzostwo kraju. Dla Rangersów rozegrał 39 meczów przez dwa sezony.
W 2005 roku Chizaniszwili został wypożyczony do angielskiego Blackburn Rovers. W Premiership zadebiutował 11 września w zremisowanym 1:1 wyazdowym spotkaniu z Boltonem. W sezonie 2005/2006 występował w podstawowym składzie Rovers, a w kwietniu 2006 Mark Hughes postanowił wykupić zawodnika za 500 tysięcy funtów. W sezonie 2006/2007 Gruzin przegrał rywalizację o miejsce w składzie z Nowozelandczykiem Ryanem Nelsenem i Kongijczykiem Christopherem Sambą.
We wrześniu 2009 roku wypożyczono go do Newcastle United. Rozegrał tam siedem meczów, a w styczniu 2010 roku trafił do Reading. Następnie grał w Kayerisporze, ponownie w Dinamie Tbilisi i SK Samtredia. W 2015 roku został zawodnikiem azerskiego klubu İnter Baku.
| Sezon   | Klub               | Kraj        | Rozgrywki               | Mecze | Bramki |
| ------- | ------------------ | ----------- | ----------------------- | ----- | ------ |
| 1998/99 | Dinamo Tbilisi     | Gruzja      | Umaglesi Liga           | 2     | 1      |
| 1999/00 | FC Tbilisi         | Gruzja      | Umaglesi Liga           | 9     | 0      |
| 1999/00 | Lokomotiwi Tbilisi | Gruzja      | Umaglesi Liga           | 5     | 1      |
| 2000/01 | Lokomotiwi Tbilisi | Gruzja      | Umaglesi Liga           | 11    | 0      |
| 2000/01 | Dundee F.C.        | Szkocja     | Scottish Premier League | 6     | 0      |
| 2001/02 | Dundee F.C.        | Szkocja     | Scottish Premier League | 18    | 0      |
| 2002/03 | Dundee F.C.        | Szkocja     | Scottish Premier League | 19    | 0      |
| 2003/04 | Rangers            | Szkocja     | Scottish Premier League | 26    | 0      |
| 2004/05 | Rangers            | Szkocja     | Scottish Premier League | 16    | 0      |
| 2005/06 | Blackburn Rovers   | Anglia      | Premier League          | 26    | 1      |
| 2006/07 | Blackburn Rovers   | Anglia      | Premier League          | 18    | 0      |
| 2007/08 | Blackburn Rovers   | Anglia      | Premier League          | 13    | 0      |
| 2008/09 | Blackburn Rovers   | Anglia      | Premier League          | 5     | 0      |
| 2009/10 | Newcastle United   | Anglia      | League Championship     | 7     | 0      |
| 2009/10 | Reading            | Anglia      | League Championship     | 15    | 0      |
| 2010/11 | Reading            | Anglia      | League Championship     | 22    | 0      |
| 2011/12 | Kayserispor        | Turcja      | Süper Lig               | 33    | 1      |
| 2012/13 | Kayserispor        | Turcja      | Süper Lig               | 29    | 0      |
| 2013/14 | Kayserispor        | Turcja      | Süper Lig               | 18    | 0      |
| 2014/15 | Dinamo Tbilisi     | Gruzja      | Süper Lig               | 4     | 0      |
| 2014/15 | SK Samtredia       | Gruzja      | Süper Lig               | 14    | 0      |
| 2015/16 | İnter Baku         | Azerbejdżan | Premyer Liqa            | 4     | 0      |

## Kariera reprezentacyjna
W reprezentacji Gruzji Chizaniszwili zadebiutował 5 czerwca 1999 roku w przegranym 1:2 meczu z Grecją, rozegranym w ramach eliminacji do Euro 2000. Od czasu debiutu stał się podstawowym obrońcą swojej reprezentacji.

## Odznaczenia
- Order Honoru – 2024[1][2][3][4]